# Innocenty IV

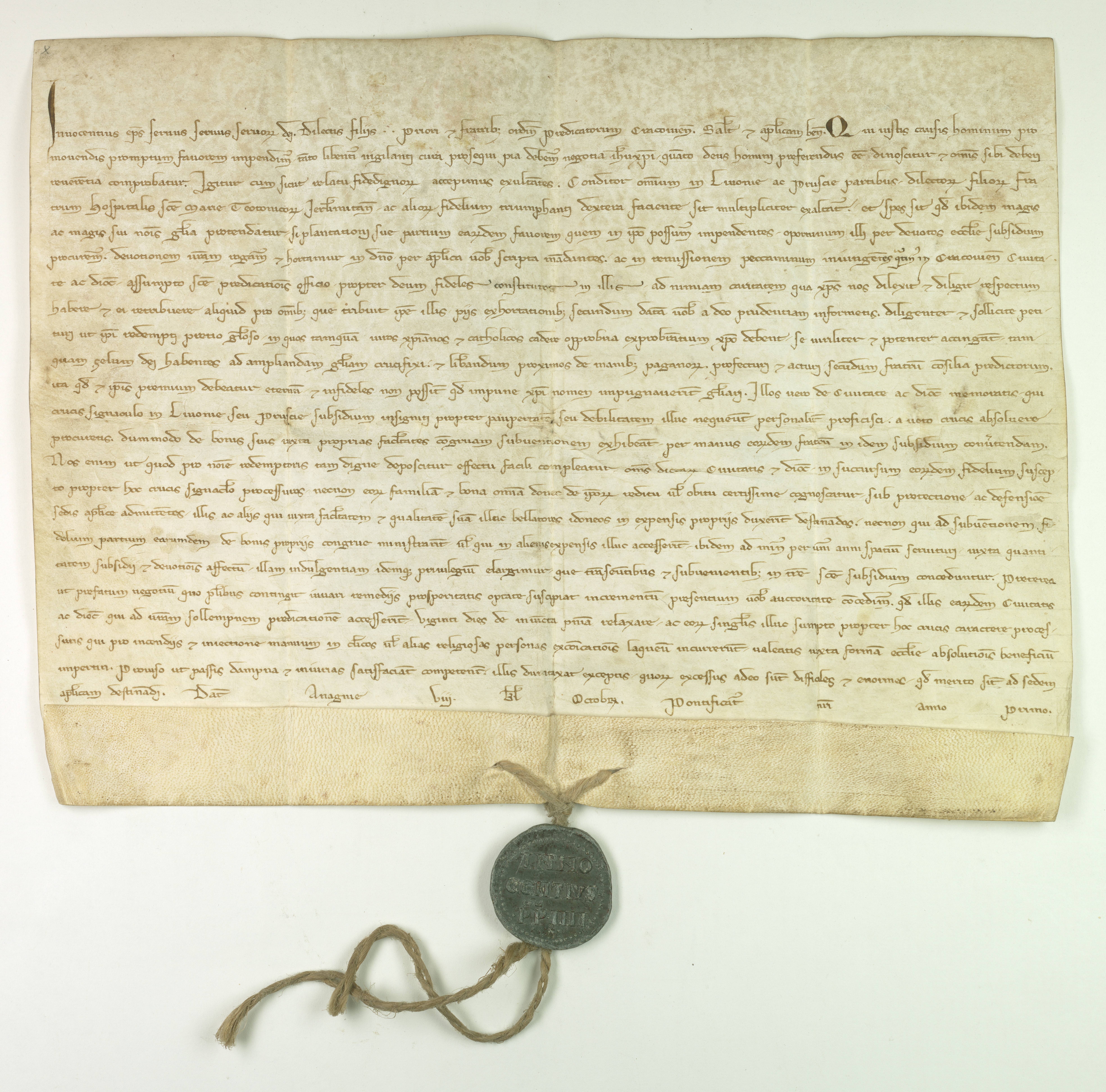
Papież Innocenty IV poleca dominikanom krakowskim głosić krucjatę do Prus i Liwonii dla wspomożenia zakonu krzyżackiego, dokument z 24 września 1243 roku

Innocenty IV (łac. Innocentius IV, właśc. Sinibaldo Fieschi; ur. ok. 1195 w Genui, zm. 7 grudnia 1254 w Neapolu) – papież w okresie od 25 czerwca 1243 do 7 grudnia 1254.

## Życiorys
Urodził się w Genui jako syn Hugona (Ugo Fieschi), hrabiego Lavagny, stronnika gibelinów opowiadających się za władzą cesarską we Włoszech. Nad jego wychowaniem pieczę sprawował stryj Opizjusz (Obizzo Fieschi), biskup Parmy. Odebrał staranne wykształcenie prawnicze (prawo kanoniczne i rzymskie) na uniwersytetach w Bolonii i Parmie, gdzie potem wykładał. W 1227 roku został wicekanclerzem Kościoła i kardynałem. Po śmierci Celestyna IV, nastąpił okres niemal dwuletniej sediswakancji, w czasie której kardynałowie usiłowali pertraktować z cesarzem uwolnienie dwóch kardynałów. W końcu, 2 czerwca 1243, wybrano w Anagni Sinibalda Fieschiego.
Zaraz po objęciu Stolicy Piotrowej, papież chciał zakończyć konflikt z Fryderykiem II. 31 marca 1244 uzgodnili oni traktat pokojowy, który uwzględniał wycofanie wojsk cesarskich z Państwa Kościelnego i zdjęcie ekskomuniki z Fryderyka. Jednak ze względu na nieufność obu stron, do podpisania traktatu nie doszło. W 1245 roku Innocenty zwołał sobór lyoński I. Na sobór został także wezwany król Fryderyk, lecz się na nim nie stawił; został tam uznany winnym krzywoprzysięstwa i złożony z tronu. Papież popierał każdego antykróla niemieckiego, a konflikt zakończyła dopiero śmierć Fryderyka 13 grudnia 1250 roku. Formalnym następcą tronu był syn Fryderyka, Konrad IV, lecz Innocenty stwierdził, że nie poprze żadnego Hohenstaufa. Papież proponował tron niemiecki m.in. Ryszardowi z Kornwalii, Karolowi Andegaweńskiemu i Henrykowi III. Ten ostatni przyjął koronę dla swojego syna, Edmunda. Jednak po śmierci Konrada VI, władzę w Niemczech, jako regent, przejął nieślubny syn Fryderyka, Manfred. Papież zdecydował się go uznać, gdyż nowy król uznał Innocentego za suzerena. Wkrótce potem, Manfred wystąpił przeciwko papieżowi (który przeniósł się do Neapolu) i rozbił jego wojska pod Foggią.
Na soborze zostały również poruszone sprawy ponownego zajęcia Jerozolimy przez muzułmanów. W wyniku tego, Innocenty nakłonił francuskiego króla Ludwika IX, do zorganizowania VII wyprawy krzyżowej, która zakończyła się jednak całkowitym niepowodzeniem.
W 1243 wydał decyzję, na mocy której w kraju podbijanym przez Krzyżaków powstały cztery diecezje: chełmińska, pomezańska, warmińska i sambijska. W 1246 jego wysłannicy jako pierwsi Europejczycy przybyli do wielkiego chana mongolskiego z listem od niego. Papieskie poselstwo przekazali Jan di Piano Carpini i Benedykt Polak, a ich relacja jest najstarszym wiarygodnym źródłem wiedzy o państwie mongolskim.
W 1248 roku nadał unikatowy przywilej Chorwatom używania swojego ojczystego języka i głagolickiego pisma w katolickiej liturgii. Przywilej ten przetrwał 7 stuleci (inaczej niż np. chiński) – aż dopiero sobór watykański II w latach 1962–1965 dopuścił oficjalnie inne narodowe języki do katolickiej liturgii.
W 1252 roku wydał bullę Ad extirpanda (łac. „Aby wykorzenić”), w której zezwolił sądom kościelnym na stosowanie tortur wobec osób podejrzanych o herezję, a władze świeckie zobowiązał do przymuszania heretyków za pomocą tortur do składania zeznań obciążających oraz do wydania wszystkich swoich wspólników.
8 albo 17 września 1253 roku kanonizował Stanisława ze Szczepanowa, biskupa krakowskiego.
Dążył do zyskania władzy powszechnej przez papiestwo. Zmarł w Neapolu, 7 grudnia 1254.